# Scherri-Lee Biggs
Scherri-Lee Biggs (Perth, 1º settembre 1990) è una modella australiana, incoronata Miss Australia il 6 luglio 2011 a Melbourne presso il Sofitel.
La Biggs ha ricevuto per la vittoria un premio in denaro di 25000 dollari. I giudici del concorso l'hanno definita "fit, sexy and happy" (in forma, sexy e felice).
Scherri-Lee Biggs è stata incoronata dalla detentrice del titolo uscente, Jesinta Campbell. Dietro di lei si sono classificate Tegan Martin e Samantha Downie (ex concorrente di Australia's Next Top Model), rispettivamente seconda e terza classificata. Al momento dell'incoronazione la Biggs era una studentessa
In veste di rappresentante ufficiale dell'Australia, Scherri-Lee Biggs, che è alta un metro e settantacinque, prenderà parte all'edizione del 2011 del concorso internazionale Miss Universo, che si è tenuto a São Paulo, in Brasile, il 12 settembre 2011, e dove la modella è riuscita ad arrivare alla sesta posizione.